# The Alpine Chronicle
The Alpine Chronicle was een lokale krant die vanaf circa 1862 tot 23 november 1878 wekelijks werd uitgegeven in Alpine County, in de Amerikaanse staat Californië. Ze werd initieel uitgegeven door R.M. Folger vanuit Markleeville en vanaf 1867 vanuit Silver Mountain, in de periode dat de zilvermijnbouw voor een snelle groei had gezorgd in dit deel van de Sierra Nevada. De krant ging in 1878 op in de Mono Alpine Chronicle en vervolgens in The Bodie Chronicle, die beide gepubliceerd werden in Bodie. In 1878 verscheen in Alpine County nog een ander weekblad, Alpine Signal, uitgegeven door R.E. Montgomery.